# Ponte Maceira

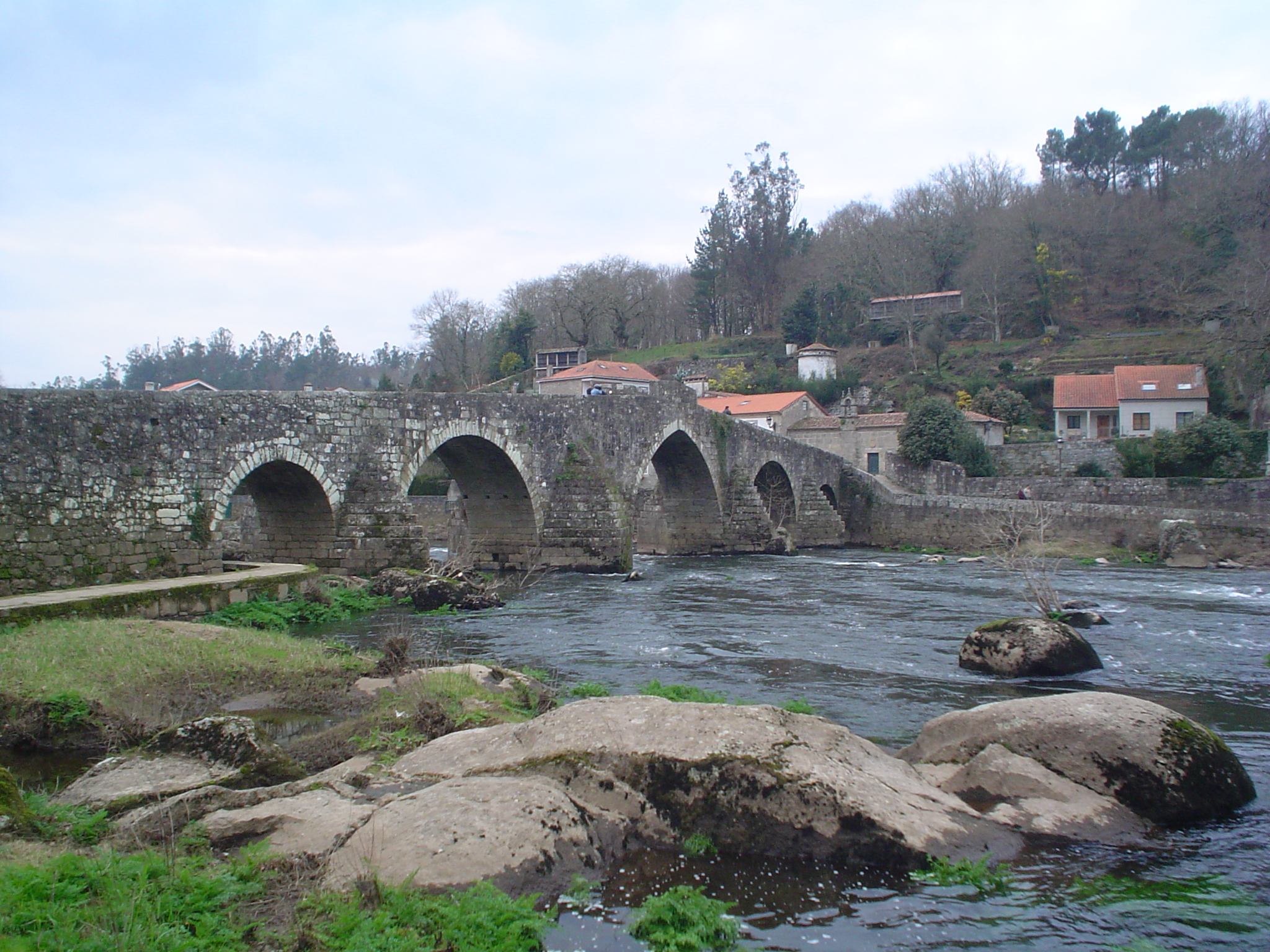
Ponte Maceira

Ponte Maceira ist ein Weiler in der Parroquia Portor in der Provinz A Coruña der Autonomen Gemeinschaft Galicien; administrativ gehört er zur Gemeinde Ames.

## Ortsbild
Das historische Ensemble des Ortes besteht aus zum Teil mittelalterlichen Gebäuden, einer alten Mühle und ihrem Wehr, einem modernen Gutshaus und der mittelalterlichen Brücke über den Río Tambre, auf die auch der Ortsname zurückgeht.

## Brücke
Die Brücke wurde im 13. Jahrhundert über den Fundamenten einer römischen Brücke errichtet. Sie überspannt den Fluss mit fünf großen und zwei kleinen Bögen. Ihre Relevanz ergibt sich aus der Tatsache, dass sie mangels anderer, sicherer Übergänge obligatorischer Durchgangspunkt auf dem Weg von Santiago ans Meer sowie für den verlängerten Jakobsweg nach Fisterra war. Nachdem dieser Camino a Fisterra in den 1990er Jahren wieder markiert wurde, ist die Brücke erneut fester Bestandteil der jakobäischen Route ans Meer.